# Circonscription de Port Adélaïde
La circonscription de Port Adélaïde est une circonscription électorale australienne en Australie-Méridionale. Elle a été créée le 11 mai 1949 et porte le nom du quartier portuaire d'Adélaïde où elle se trouve.
Elle est située dans la banlieue nord et ouest d'Adélaïde, couvrant une partie de la zone bordant le golfe Saint-Vincent. Elle s'étend de St Kilda au nord à Grange Road au sud et est approximativement limitée à l'est par la ligne de chemin de fer Gawler. Elle comprend les localités de Port Adélaïde, Croydon, Findon, Largs Bay, Mansfield Park, North Haven, Paralowie, Semaphore et Woodville, ainsi que la zone du parc technologique de Mawson Lakes.
Elle est un siège sûr pour le parti travailliste. Le vote travailliste est le plus fort au nord-est de «Torrens Road», dans une zone qui abrite une importante communauté vietnamienne. De moindre importance est l'important vote pour les Verts de la localité de Sémaphore.
La circonscription est abolie en 2019, à la suite d'une redistribution déclenchée par un changement du droit à la représentation qui a réduit à dix les sièges de l'Australie-Méridionale à la Chambre des représentants.

## Députés
| Nom             | Parti        | Période de mandat |
| --------------- | ------------ | ----------------- |
| Albert Thompson | Travailliste | 1949–1963         |
| Fred Birrell    | Travailliste | 1963–1974         |
| Mick Young      | Travailliste | 1974–1988         |
| Rod Sawford     | Travailliste | 1988–2007         |
| Mark Butler     | Travailliste | 2007–2019         |

## Résultats des élections
| Parti                                        | Parti                        | Candidat                     | Voix    | %     | ±      |
| -------------------------------------------- | ---------------------------- | ---------------------------- | ------- | ----- | ------ |
|                                              | Travailliste                 | Mark Butler                  | 46 314  | 48,24 | −2,34  |
|                                              | Nick Xenophon                | Michael Slattery             | 17 970  | 18,72 | +18,72 |
|                                              | Libéral                      | Emma Flowerdew               | 17 884  | 18,63 | −7,69  |
|                                              | Verts                        | Matthew Carey                | 6 683   | 6,96  | −1,65  |
|                                              | Famille d'abord              | Bruce Hambour                | 4 483   | 4,67  | −2,85  |
|                                              | AJP                          | Janine Clipstone             | 2 078   | 2,16  | +2,16  |
|                                              | Démocrates-chrétiens         | Jenalie Salt                 | 597     | 0,62  | +0,62  |
| Total des suffrages exprimés                 | Total des suffrages exprimés | Total des suffrages exprimés | 96 009  | 94,19 | +0,39  |
| Votes nuls                                   | Votes nuls                   | Votes nuls                   | 5 927   | 5,81  | −0,39  |
| Participation                                | Participation                | Participation                | 101 936 | 89,93 | −2,24  |
| Résultat de préférence bipartite (notionnel) |                              |                              |         |       |        |
|                                              | Travailliste                 | Mark Butler                  | 67 119  | 69,91 | +5,89  |
|                                              | Libéral                      | Emma Flowerdew               | 28 890  | 30,09 | −5,89  |
| Résultat de préférence bicandidat            |                              |                              |         |       |        |
|                                              | Travailliste                 | Mark Butler                  | 62 274  | 64,86 | +0,84  |
|                                              | Nick Xenophon                | Michael Slattery             | 33 735  | 35,14 | +35,14 |
|                                              | Travailliste retenir         | Travailliste retenir         | Swing   | +0,84 |        |